# 9945 Karinaxavier

9945 Karinaxavier

9945 Karinaxavier eller 1990 KX är en asteroid i huvudbältet som upptäcktes 21 maj 1990 av den amerikanske astronomen Eleanor F. Helin vid Palomar-observatoriet. Den är uppkallad efter Karina Xavier.
Asteroiden har en diameter på ungefär 4 kilometer.